# Vaux-lès-Mouzon
Pour les articles homonymes, voir Vaux.
Vaux-lès-Mouzon est une commune française située dans le département des Ardennes, en région Grand Est.

## Géographie
Le village est situé à flanc de coteaux, en surplomb du bassin de la Chiers. Son toponyme (du latin vallibus, vallon ou vallée) indique une position géographique en fonds de vallée. Or, le village est en grande partie perché en hauteur. Cela est dû à la reconstruction du village au XVIe siècle à l'emplacement actuel, le premier ayant effectivement été en fonds de vallon.
| Lombut |                            | Carignan |
| Mouzon | Vaux-lès-Mouzon            | Sailly   |
|        | Moulins-Saint-Hubert Meuse | Malandry |

### Hydrographie
La commune est dans le bassin versant de la Meuse au sein du bassin Rhin-Meuse. Elle est drainée par le ruisseau de Nonne, le ruisseau Rigel, le ruisseau de Revigny, le ruisseau de la Fabrique et le ruisseau du Bas de la Rue,.

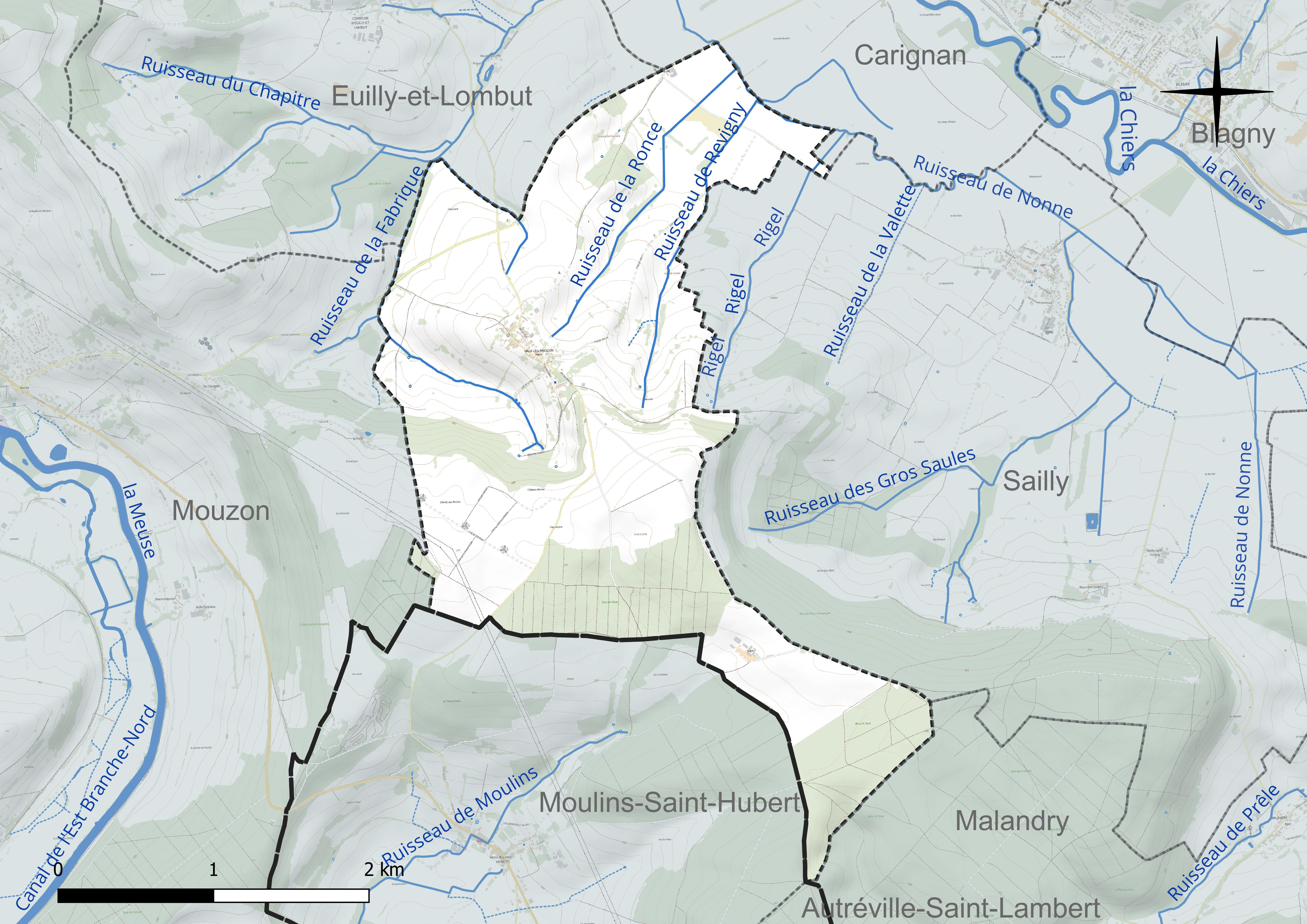
Réseau hydrographique de Vaux-lès-Mouzon.

### Climat
Pour des articles plus généraux, voir Climat du Grand Est et Climat des Ardennes.
En 2010, le climat de la commune est de type climat de montagne, selon une étude du Centre national de la recherche scientifique s'appuyant sur une série de données couvrant la période 1971-2000. En 2020, Météo-France publie une typologie des climats de la France métropolitaine dans laquelle la commune est exposée à un climat océanique altéré et est dans la région climatique  Lorraine, plateau de Langres, Morvan, caractérisée par un hiver rude (1,5 °C), des vents modérés et des brouillards fréquents en automne et hiver. 
Pour la période 1971-2000, la température annuelle moyenne est de 9,9 °C, avec une amplitude thermique annuelle de 16,3 °C. Le cumul annuel moyen de précipitations est de 1 023 mm, avec 13,6 jours de précipitations en janvier et 9,5 jours en juillet. Pour la période 1991-2020, la température moyenne annuelle observée sur la station météorologique de Météo-France la plus proche, « Linay », sur la commune de Linay à 7 km à vol d'oiseau, est de 10,4 °C et le cumul annuel moyen de précipitations est de 969,0 mm. 
La température maximale relevée sur cette station est de 42 °C, atteinte le 25 juillet 2019 ; la température minimale est de −24 °C, atteinte le 9 janvier 1985,,. 
Les paramètres climatiques de la commune ont été estimés pour le milieu du siècle (2041-2070) selon différents scénarios d'émission de gaz à effet de serre à partir des nouvelles projections climatiques de référence DRIAS-2020. Ils sont consultables sur un site dédié publié par Météo-France en novembre 2022.

## Urbanisme

### Typologie
Au 1er janvier 2024, Vaux-lès-Mouzon est catégorisée commune rurale à habitat dispersé, selon la nouvelle grille communale de densité à 7 niveaux définie par l'Insee en 2022.
Elle est située hors unité urbaine. Par ailleurs la commune fait partie de l'aire d'attraction de Carignan, dont elle est une commune de la couronne,. Cette aire, qui regroupe 12 communes, est catégorisée dans les aires de moins de 50 000 habitants,.

### Occupation des sols
L'occupation des sols de la commune, telle qu'elle ressort de la base de données européenne d’occupation biophysique des sols Corine Land Cover (CLC), est marquée par l'importance des territoires agricoles (77,7 % en 2018), une proportion sensiblement équivalente à celle de 1990 (77,5 %). La répartition détaillée en 2018 est la suivante : 
prairies (48,5 %), terres arables (29,2 %), forêts (22,3 %). L'évolution de l’occupation des sols de la commune et de ses infrastructures peut être observée sur les différentes représentations cartographiques du territoire : la carte de Cassini (XVIIIe siècle), la carte d'état-major (1820-1866) et les cartes ou photos aériennes de l'IGN pour la période actuelle (1950 à aujourd'hui).

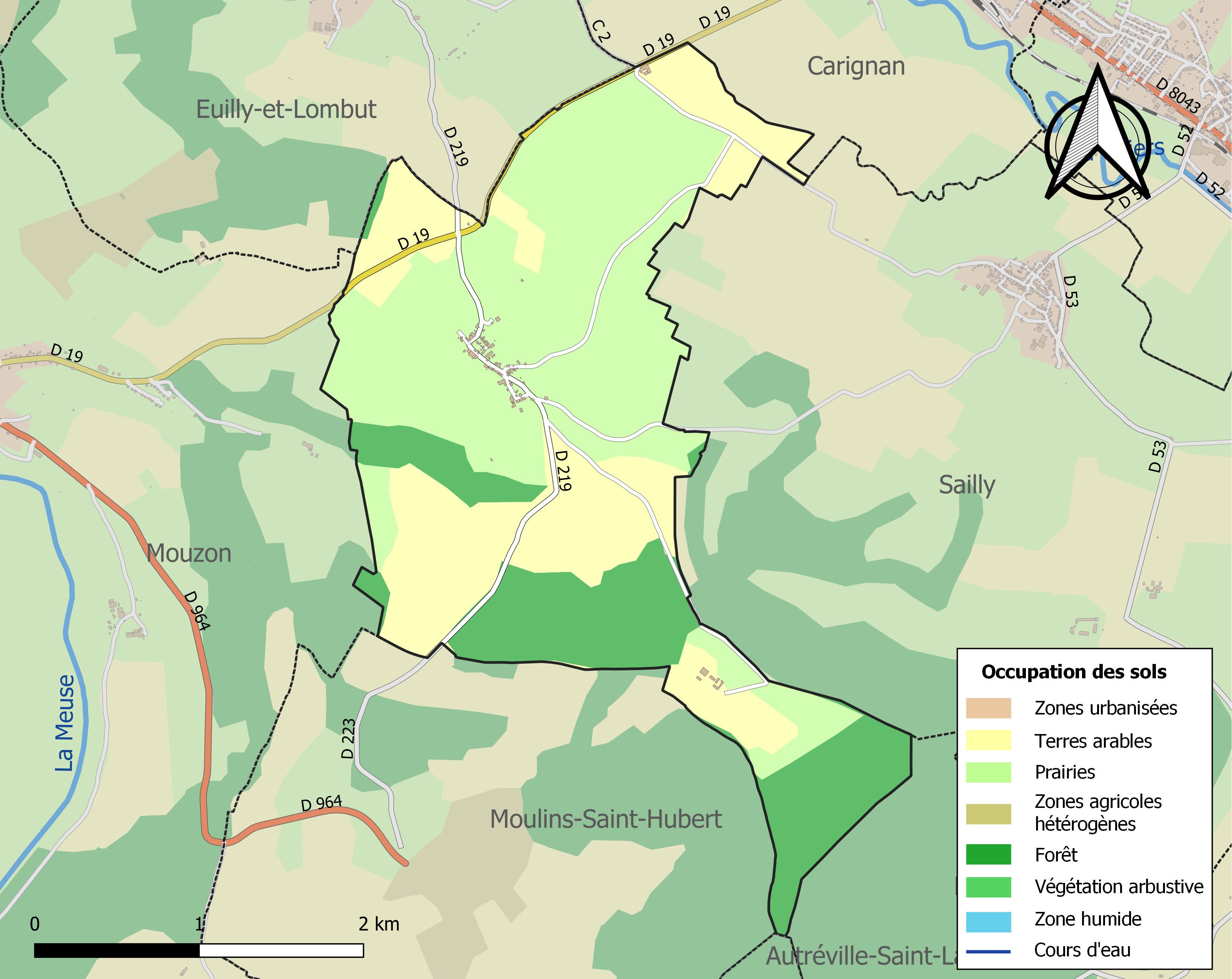
Carte des infrastructures et de l'occupation des sols de la commune en 2018 (CLC).

## Toponymie
Pluriel de l'oïl vaus « vallées ».
La préposition « lès » permet de signifier la proximité d'un lieu géographique par rapport à un autre lieu. En règle générale, il s'agit d'une localité qui tient à se situer par rapport à une ville voisine plus grande. La commune de Vaux indique qu'elle se situe près de Mouzon.

## Histoire
À l'époque celtique, le territoire de Vaux appartient aux Trévires.
Au Haut Moyen-Âge, ce territoire constitue une zone neutre entre le royaume de France et le Saint Empire Romain Germanique, puisque situé entre les deux marqueurs de la frontière, la Meuse et la Chiers. La paroisse dépend alors pour moitié de l'Abbaye de Mouzon et pour l'autre moitié du comté de Chiny.En 1294, une charte d'affranchissement est accordée par le comte de Chiny et Bernard, abbé de Mouzon. Cette charte est confirmée en 1303 par le nouveau comte de Chiny. En 1379, Vaux est cédé en même temps que Mouzon au roi de France par l'archevêque de Reims.
En 1521, les troupes impériales pillent la région de Vaux qui est également ravagée par la peste. En 1542 le village est brûlé par les Espagnols. La guerre et la peste désolent à nouveau la paroisse entre 1633 et 1635.
En 1659, Yvois est rattachée à la France par le traité des Pyrénées. La France considère que les trois villages ambedeux (Vaux, Euilly et Tétaigne) font également partie du royaume. Or le représentant du roi d'Espagne dans les Pays-Bas espagnols contestent cette propriété. Les discussions dureront jusqu'à la Révolution.

### Décoration française
- Croix de guerre 1914-1918 : 12 août 1920.

## Politique et administration
| Période                                  | Période   | Identité           | Étiquette | Qualité |
| ---------------------------------------- | --------- | ------------------ | --------- | ------- |
| avant 1981                               | juin 1995 | René Jonet         |           |         |
| juin 1995                                | mars 2014 | Claude Gaillard    | SE        |         |
| mars 2014                                | mai 2020  | Jean-Claude Hubert |           |         |
| mai 2020                                 | En cours  | Denis Petitpas     |           |         |
| Les données manquantes sont à compléter. |           |                    |           |         |

## Démographie
L'évolution du nombre d'habitants est connue à travers les recensements de la population effectués dans la commune depuis 1793. Pour les communes de moins de 10 000 habitants, une enquête de recensement portant sur toute la population est réalisée tous les cinq ans, les populations de référence des années intermédiaires étant quant à elles estimées par interpolation ou extrapolation. Pour la commune, le premier recensement exhaustif entrant dans le cadre du nouveau dispositif a été réalisé en 2007.

En 2022, la commune comptait 72 habitants, en évolution de −7,69 % par rapport à 2016 (Ardennes : −2,97 %, France hors Mayotte : +2,11 %).
| 1793 | 1800 | 1806 | 1821 | 1831 | 1836 | 1841 | 1846 | 1851 |
| ---- | ---- | ---- | ---- | ---- | ---- | ---- | ---- | ---- |
| 400  | 436  | 433  | 449  | 479  | 504  | 470  | 480  | 453  |

| 1866 | 1872 | 1876 | 1881 | 1886 | 1891 | 1896 | 1901 | 1906 |
| ---- | ---- | ---- | ---- | ---- | ---- | ---- | ---- | ---- |
| 402  | 383  | 343  | 303  | 299  | 248  | 238  | 228  | 220  |

| 1911 | 1921 | 1926 | 1931 | 1936 | 1946 | 1954 | 1962 | 1968 |
| ---- | ---- | ---- | ---- | ---- | ---- | ---- | ---- | ---- |
| 213  | 130  | 158  | 165  | 153  | 121  | 144  | 144  | 130  |

| 1975 | 1982 | 1990 | 1999 | 2006 | 2007 | 2012 | 2017 | 2022 |
| ---- | ---- | ---- | ---- | ---- | ---- | ---- | ---- | ---- |
| 106  | 90   | 81   | 78   | 84   | 85   | 87   | 73   | 72   |

## Culture locale et patrimoine

### Lieux et monuments
- Église Saint-Sébastien : Consacrée en 1763, son décor mobilier fut modifié au XIXe siècle. La tour du clocher fut construite en 1855 à l'emplacement du cimetière. Deux objets mobiliers sont protégés monuments historiques : une  statue de la Vierge à l'Enfant en bois du XVIIIe siècle et les lambris accompagnés des onze stalles du chœur.

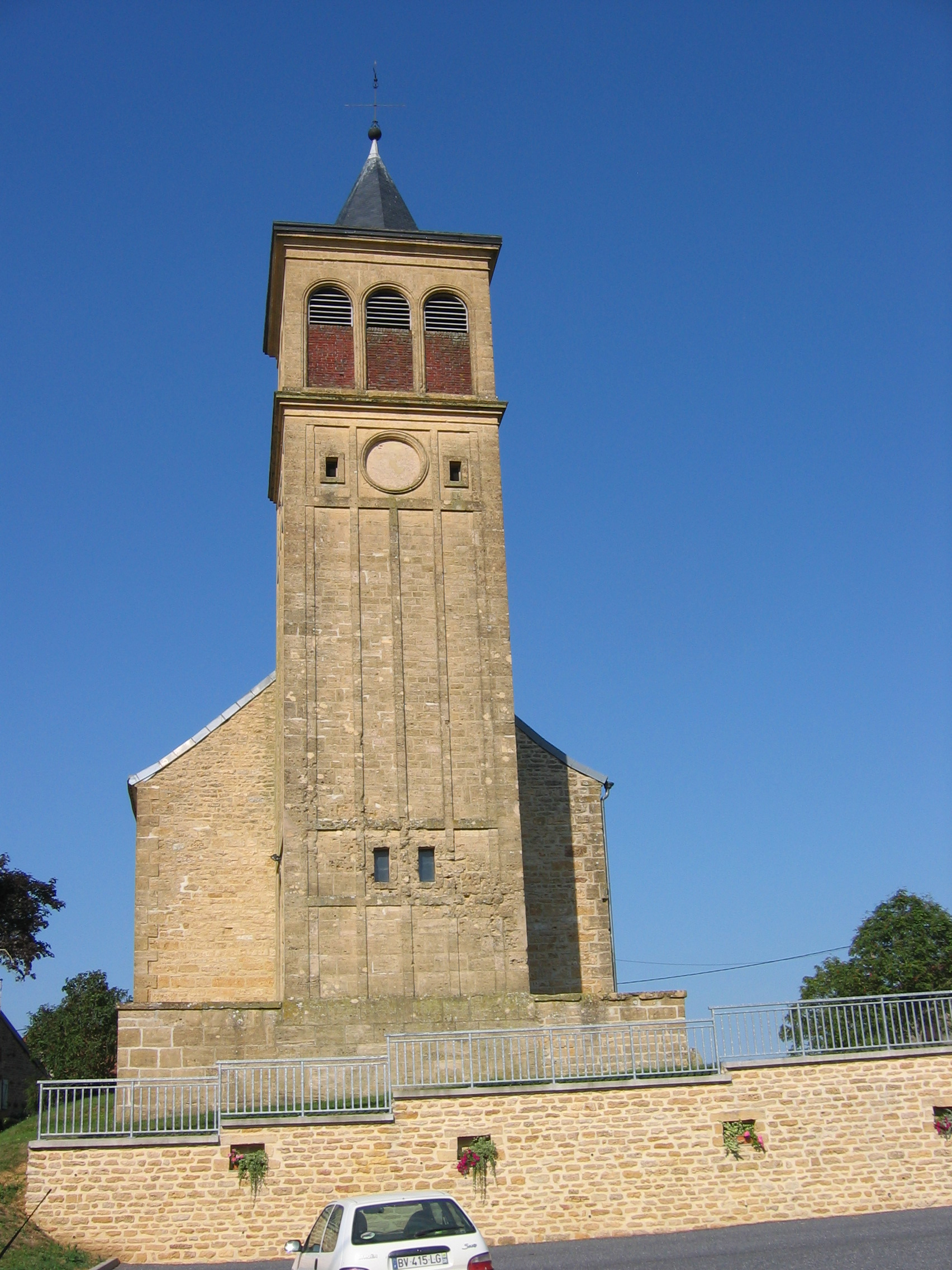
L'église.

### Héraldique
| Armes de Vaux-lès-Mouzon | Les armes de Vaux-lès-Mouzon se blasonnent ainsi : Coupé : au 1er d'azur à la bande cousue de sable chargée d'une bande d'argent surchargée d'une merlette aussi de sable posée à plomb, au 2e de gueules à la crosse d'argent accostée de deux croisettes recroisetées au pied fiché d'or. |